# Sentimental Education
Sentimental Education es el segundo álbum de estudio de la banda neozelandésa Sneaky Feelings. Primero fue lanzado como un LP en 1986, siendo publicado nuevamente con pistas extras en formato CD el año siguiente, incluyendo el sencillo más famoso de la banda, Husband House.

## Recepción crítica
Perfect Sound Forever escribió que Sentimental Education "es más ambicioso [que su álbum debut],

## Lista de canciones[3]
Lado A
1. All You've Done  2:37
2. I'm Not Going To Let Her Bring Me Down  3:04
3. Walk To The Square  3:14
4. Now  2:13
5. A Letter To You  4:04
6. Broken Man  4:58

Lado B
1. It's So Easy  3:24
2. Trouble With Kay  1:58
3. Backroom  4:20
4. Coming True  3:22
5. Amnesia  3:51

Pistas extras en versión europea
1. Wasted Time
2. Wouldn't Cry*
3. Major Barbara*
4. Husband House*
5. The Strange and Conflicting Feelings of Separation and Betrayal*
6. Strangers Again*
7. Better Than Before*

## Personal
- Martin Durrant - voz, batería, órgano, piano, vibráfono, controlador MIDI (DMX), percusión
- David Pine - voz, guitarra, bajo
- John Kelcher - voz, guitarra, bajo, órgano
- Matthew Bannister - voz, guitarra, órgano, piano